# Calicreína

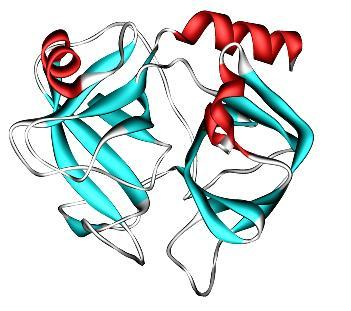
Estructura de la calicreína

La calicreína es una  proteasa serina que libera cininas (BQ y CD) actuando sobre los cininógenos. Los dos sustratos de las calicreínas, que son los cininógenos de alto y bajo peso molecular, son producto de un solo gen. La calicreína da lugar a la bradiquinina y a la lisil bradiquinina o calidina. No puede activar las cininas hasta que el factor XII u otros estímulos, explicados posteriormente, la han activado a ella. La precalicreína es el precursor de la calicreína plasmática; la acción de las proteasas sobre las procalicreínas inactivas genera la actividad de la calicreína, de la cual se conocen 15 tipos.
Es una enzima que favorece la liberación de cininas en el plasma por hidrólisis de sus globulinas precursoras. Su origen se debe a la transformación de un precursor inactivo, el calicreinógeno, que se sintetiza en muchos tejidos del organismo. Esta transformación se produce por lesiones tisulares o procesos inflamatorios. La síntesis de calicreína tiene lugar en las células del túbulo conector del nefrón renal.
Esta proteasa se libera a la orina, pero además está presente en el retículo endoplasmático rugoso que conduce hacia Golgi, en vesículas secretoras que van hacia el lumen y al lado basal. Se postuló que la calicreína podría pasar al lado basal y, por lo tanto, al intersticio, donde podría generar cinina (en el intersticio renal). Más adelante, otros investigadores observaron in vitro que la calicreína de unas células MDCK del túbulo distal pasaba en razón 4:1 entre el lado urinario y el basal, confirmando la hipótesis planteada originalmente. El paso de calicreína hacia el lado basal significa que tiene la capacidad de generar cinina y bradiquinina y de pasar a la circulación sanguínea.
Hay dos tipos de calicreínas: la plasmática y la tisular o glandular.

## Clases de calicreína

### Plasmática
La calicreína plasmática (36 Kd), también llamada cininogenina o quininogenina, actúa solamente sobre el cininógeno de alto peso molecular para producir el nonapéptido bradiquinina.
Se produce a partir de la procalicreína plasmática (factor Fletcher) por acción del factor XIIa. Activa los factores de coagulación XII, VII y el plasminógeno y pertenece a la familia S1 de las peptidasas (más adelante se explica el proceso). Constituye un importante mediador de la inflamación y de la coagulación sanguínea y se considera la enzima clave del sistema de contacto de fases.
La proteasa que activa la procalicreína plasmática es el factor Hageman. A su vez, este factor se activa por contacto con superficies moleculares cargadas negativamente. También la calicreína puede activar al factor Hageman, cerrando un mecanismo de retroalimentación. Más adelante se comenta la participación de estos factores en la ruta intrínseca de la coagulación sanguínea.

### Tisular o glandular
La calicreína tisular (29 Kd) puede actuar sobre los cininógenos de alto y de bajo peso molecular, dando lugar al decapéptido lisil bradiquinina (calidina) en ambos casos.
Se forma a partir de la procalicreína tisular por acción de la tripsina. Es sintetizada en diversos tejidos como glándulas salivales, sistema nervioso central y aparato cardiovascular.
Se encuentra en riñones, glándulas sudoríparas, páncreas, glándulas salivales e intestinos.

## Mecanismo de acción

### Factores de coagulación
Los factores de coagulación son zimógenos sintetizados en el hígado que normalmente no tienen una actividad catalítica importante, pero que pueden convertirse en enzimas activas cuando se hidrolizan determinadas uniones peptídicas de sus moléculas.
Estas proenzimas, una vez recortadas, se convierten en proteasas de la familia de las serina proteasas capaces de activar a las siguientes enzimas de la cascada.
Algunos factores de coagulación requieren vitamina K para su síntesis en el hígado (II, VII, IX y X).

(Factor. Nombre: Función)
- I.	Fibrinógeno:	Se convierte en fibrina por acción de la trombina. La fibrina constituye la red que forma el coágulo.

- II.	Protrombina:	Se convierte en trombina por la acción del factor Xa. La trombina cataliza la formación de fibrina a partir de fibrinógeno.

- III.	Tromboplastina o factor tisular:	Se libera con el daño celular; participa junto con el factor VIIa en la activación del factor X por la vía extrínseca.

- IV.	Ion Calcio:	Media la unión de los factores IX, X, VII, II, I y Ia a fosfolípidos de membrana.

- V.	Proacelerina, factor lábil:	Potencia la acción de Xa sobre la protrombina.

- VII.	Proconvertina:	Participa en la vía extrínseca, forma un complejo con los factores III y Ca2+ que activa al factor X.

- VIII:C.	Factor antihemofílico:	Indispensable para la acción del factor X (junto con el IXa). Su ausencia provoca hemofilia A.

- VIII:R.	Factor Von Willebrand:	Media la unión del factor VIII:C a plaquetas. Su ausencia causa la Enfermedad de Von Willebrand.

- IX.	Factor Christmas:	Convertido en IXa por el XIa. El complejo IXa-VIII-Ca2+ activa al factor X. Su ausencia es la causa de la hemofilia B.

- X.	Factor Stuart-Prower:	Activado por el complejo IXa-VIII-Ca2+ en la vía intrínseca o por VII-III-Ca2+ en la extrínseca, es responsable de la hidrólisis de protrombina para formar trombina.

- XI.	Tromboplastina plasmática o antecedente trombo plastínico de plasma:	Convertido en la proteasa XIa por acción del factor XIIa; XIa activa al factor IX.

- XII.	Factor Hageman:	Se activa en contacto con superficies extrañas por medio de calicreína asociada a cininógeno de alto peso molecular; convierte al factor XI en XIa.

- XIII.	Pretransglutaminidasa o factor Laili-Lorand:	Activado a XIIIa, también llamado transglutaminidasa, por la acción de la trombina. Forma enlaces cruzados entre restos de lisina y glutamina contiguos de los filamentos de fibrina, estabilizándolos.

- Precalicreína.	Factor Fletcher:	Convertido a calicreína, por el factor XIIa, la calicreina ejerce acción sobre los Cininogenos de alto peso molecular para dar síntesis de bradiquininas.

La sangre coagula mediante el simple contacto con una superficie cargada negativamente, como el vidrio o el caolín. Los componentes de este “sistema de contacto” que participan al haber un tejido dañado son las enzimas factor XII y procalicreína (PK), ambos zimógenos, así como el factor auxiliar que se une a superficies de carga negativa, el H-quininógeno (HK). Es posible que el FXII se autoactive (parcialmente) por la unión a la superficie. Una pequeña cantidad del factor XIIa transforma la PK (que por medio de HK se acopla a la superficie) en calicreína (PKa), que a su vez activa en gran cantidad el FXII a FXIIa. Este último activa después el factor XI, iniciando así la vía intrínseca de la coagulación sanguínea. La activación inducida por caolín mediante el sistema de contacto funciona excelentemente in vitro y constituye la base de un importante test de coagulación, el tiempo de tromboplastina parcial activado (abreviado TTPA). No obstante, el significado fisiológico de la coagulación sigue sin conocerse con certeza; de hecho, la existencia de defectos de nacimiento en los genes para FXII, PK o HK no provoca una tendencia al sangrado. Es posible que el sistema de contacto de fase sirva para procesos “colaterales”; por ejemplo, la calicreína separa del HK la hormona peptídica vasoactiva bradiquinina, un mediador importante en las reacciones inflamatorias. Este proceso es patológicamente relevante, por ejemplo, en el angioedema hereditario.
Pequeñas cantidades de factores complementarios circulantes pueden también activar superficies no bacterianas; se impide un control efectivo, que entonces lisa arbitrariamente las células corporales. La proteasa factor I (llamado “i”), con la ayuda del factor H y la proteína cofactor de membrana (MCP), separa el componente clave C3b de la membrana celular y con ello lo inactiva. Un regulador que actúa “aún más pronto” en la cascada es el inhibidor C1, que inhibe efectivamente C1s y C1r activados. El inhibidor C1 cumple también otra función como inactivador de la calicreína plasmática. En un defecto genético del inhibidor de C1 o de los anticuerpos contra el inhibidor se cancela esta función: la calicreína activada forma una excesiva gran cantidad de la hormona vasoactiva y proinflamatoria bradiquinina, que conduce a una elevada permeabilidad en los vasos y fluidez en los tejidos intersticiales. Este modo de ataque aparecido en el angioedema es peligroso para la vida cuando falla la cadena de la respiración.

### Etapas de la cascada de coagulación
La cascada de coagulación se divide para su estudio en tres rutas: la ruta intrínseca, la ruta extrínseca y la ruta común. Las rutas intrínseca y extrínseca son las vías de iniciación de la cascada, mientras que la común es hacia donde confluyen las otras dos desembocando en la conversión de fibrinógeno en fibrina.
Cada reacción de estas rutas da como resultado el ensamblado de un complejo compuesto por una enzima (factor de coagulación activado), un sustrato (proenzima de un factor de coagulación) y un cofactor que actúa acelerando la reacción. La calicreína participa en los mecanismos de la ruta intrínseca.

### Ruta intrínseca en la procoagulación
El zimógeno de proteinasa FXII se une directamente a alguna superficie aniónica (etapa independiente de iones calcio) y sufre un cambio conformacional que aumenta su capacidad catalítica de 104 a 105 veces. La procalicreína y el FXI circulan en la sangre formando complejos independientes con el quininógeno de elevada masa molecular (HMWK): los complejos FXI-HMWK y procalicreína-HMWK. El FXI y la procalicreína se unen a los sitios aniónicos de las superficies de membrana expuestas a través de sus interacciones con el HMWK. Esta interacción lleva estos zimógenos al lugar de la herida y en proximidad directa con el FXII. La forma “activada” de FXII unida a membrana activa la procalicreína para producir calicreína. La calicreína actúa catalíticamente sobre FXII para dar FXIIa, una enzima mucho más activa. Esta actividad catalítica se ve potenciada por el HMWK (cofactor). FXI está unido a la membrana a través de su unión no covalente con HMWK y es activado por FXIIa a través de una rotura proteolítica para dar FXIa. 
FXIa activa FIX, que se encuentra en el plasma como una proenzima, a FIXa en presencia de iones Ca2+ catalizando la ruptura de una unión peptídica de FIX. 
Sobre la membrana de las plaquetas se forma un complejo constituido por los factores IXa, X y VIII.
Primero se unen FX y FIXa a la membrana gracias a los residuos gamma-carboxiglutamato correspondientes; actúan como quelantes del ion Ca2+ y luego se une el FVIII.
El factor VIII es en realidad un heterodímero, formado por dos cadenas proteicas, cada una codificada por un gen diferente (VIII:C y VIII:R). El componente VIII:C es conocido como "componente antihemofílico" y actúa como cofactor del IXa en la activación del factor X, el componente VIII:R es el que permite la unión del factor VIII al complejo (la ausencia del VIII:C causa Hemofilia A).
El complejo formado por los factores IXa-X-VIII-Fosfolípidos y Ca2+ actúa sobre el FX para convertirlo en FXa.
Esta es en esencia una cascada de cinco niveles:
```
    1.	Se inicia por la activación por “contacto” de FXII y la acción autocatalítica entre e FXII y la calicreína para dar FXIIa.
    2.	El FXIIa activa el FXI.
    3.	El FXIa activa el FIX.
    4.	El FIXa, en presencia de FVIIIa, activa el FX.
    5.	Se convierte el FX en FXa.
```

Si cada molécula de enzima activada también cataliza la formación de otros 100 antes de su inactivación, el factor de amplificación será de 106 a partir de solamente esta parte de la ruta. Sin embargo, varios bucles de retroalimentación aceleran el proceso global para producir un coágulo de fibrina de forma rápida y eficiente. Durante este tiempo, el FXIII, una transglutaminasa activada también por la trombina, se encuentra formando activamente un coágulo duro catalizando la formación de entrecruzamientos entre monómeros de fibrina del coágulo blando. Este es el proceso general de formación del coágulo.

### Defectos en la ruta intrínseca: déficit de procalicreína
Los componentes de la ruta intrínseca incluyen los factores XII (factores de Hageman), XI, la procalicreína (factor de Fletcher) y el quininógeno de elevada masa molecular. Se han asociado alteraciones clínicas, que parecen ser autosómicas recesivas, con defectos de cada uno de estos componentes. Todas parecen estar asociadas con un aumento en el tiempo parcial de tromboplastina activada (APTT). El único de estos componentes que está directamente relacionado con una alteración clínica hemorrágica es el déficit de factor XI.
En algunos casos en los que existe un déficit de procalicreína se da una autocorrección tras prolongar la fase de preincubación de la prueba del APTT. Este fenómeno se explica por la capacidad del factor XII de ser activado mediante un mecanismo autocatalítico. La reacción es muy lenta cuando hay déficit de procalicreína, ya que no puede tener lugar la autoactivación recíproca rápida entre el factor XII y la procalicreína. El déficit de procalicreína puede responder a una disminución en la cantidad de proteína sintetizada, a una alteración genética en la propia proteína que interfiera con su capacidad de ser activada o con su capacidad de activar el factor XII. EL desconocimiento de la estructura del gen de la procalicreína impide explicar de manera definitiva los mecanismos que operan en los pacientes con déficit de procalicreína. Sin embargo, las carencias específicas de la ruta intrínseca pueden localizarse en un factor determinado si se realiza el número adecuado de pruebas.

### Activación de la calicreína
Las calicreínas circulan en el plasma en forma inactiva y deben ser activadas por otras proteasas. En los cininógenos actúan la calicreína plasmática y la tisular. La procalicreína plasmática es una proteína inactiva que tiene 88 kDa aproximadamente y que está unida en un complejo a partes iguales con su sustrato, el cininógeno de alto peso molecular. Después de su síntesis por el hígado, la procalicreína plasmática es desdoblada y activada por el factor XII (factor de Hageman).
La calicreína tisular actúa localmente muy cerca de su sitio de origen. La síntesis de procalicreína tisular es regulada por diversos factores que incluyen aldosterona en riñón y glándulas salivales, y andrógenos, en otras glándulas. La secreción desde el páncreas aumenta por la estimulación del neumogástrico. La activación de la procalicreína en calicreína necesita de la degradación proteolítica.
Los valores de calicreína urinaria en un recién nacido son más bajos comparados con los de la población adulta. Dado que la síntesis de calicreína ocurre en el túbulo distal, se plantea la hipótesis que esta menor excreción en la edad neonatal está relacionada con inmadurez funcional del túbulo, o menor respuesta del nefrón distal a hormonas que se sabe estimulan la excreción urinaria de calicreína en el adulto, como aldosterona y hormona antidiurética, o ambas (AU).

## Sistema calicreína-cinina
Se trata de un sistema hormonal hipotético que funciona en el interior del riñón, y en el que la calicreína de la corteza renal interviene como mediadora de la producción de bradiquinina a partir del bradiquinógeno.
De las diferentes hormonas que regulan la función renal, el sistema calicreína-cinina renal es el menos conocido; sin embargo, existen datos que indican que las irregularidades en este sistema pueden tener importancia en la patógena de la hipertensión arterial. Las calicreínas actúan sobre los quininógenos para liberar unos péptidos biológicamente activos denominados quininas o cininas.
La precalicreína renal, por acción de un activador, da origen a la calicreína activa, que actúa sobre el quininógeno convirtiéndolo en calidina y, por acción de una enzima denominada aminopeptidasa, transforma la calidina en bradiquinina. Las cininas son rápidamente inactivadas por las enzimas llamadas quininasas I y II. La quininasa II también se conoce con el nombre de enzima convertidora de angiotensina (ECA).
La ECA actúa igualmente sobre la bradiquinina degradándola en péptidos vascularmente inactivos, inhibiendo por tanto la acción vasodilatadora de la bradiquinina. Tan importante es esta acción en la homeostasis cardiocirculatoria que se sospecha que la los agentes inhibidores de la ECA (IECA) ejercen su acción terapéutica de modo más selectivo a través del circuito de la bradiquinina que por el bloqueo de la ANG-II.
En vista de que las cininas renales son vasodilatadoras y natriuréticas, la posibilidad de una deficiencia en este sistema estaría involucrada con la aparición de la hipertensión arterial.
Finalmente, se ha demostrado la existencia de una interacción entre el sistema renina-angiotensina-aldosterona con las prostaglandinas y con el sistema calicreína-cininas. Existe una dependencia de la cascada renina-angiotensina-aldosterona con el sistema calicreína-cinina con la misma enzima (convertidora) llamada también quininasa II. La bradiquinina estimula a la prorenina inactiva para transformarla en renina; por su parte, las prostaglandinas actúan sobre la calicreína activa para formar quininógeno, el cual también estimula la liberación de renina.

### Función renoprotectora del sistema calicreína-cinina
Se han acumulado evidencias en apoyo de la hipótesis de que el sistema calicreína es renoprotector cuando está indemne. Por ejemplo, las ratas con bajos niveles de calicreína presentan hipertensión sensible a sal; de hecho, se puede clasificar a los seres humanos sensibles a la sal según su nivel de calicreína.
La administración de calicreína reduce la hipertrofia ventricular y aumenta la función renal en ratas Goldblatt. En la diabetes experimental también hay disminución de la síntesis y de la regulación de calicreína, según datos que se publicaron en 1997. Estudios de este año publicados en Circulation demuestran que al relacionar estos animales con el gen de calicreína se puede impedir la microangiopatía y parte del daño renal. Otro modelo experimental señala que al existir inhibición del óxido nítrico se observa daño renal y disminución de calicreína.
En los modelos de daño renal suele haber disminución de calicreína y aumento de la enzima convertidora. Al establecerse cierto daño renal, se genera un círculo vicioso, con menor producción de vasodilatadores, mayor producción de vasoconstrictores y profibróticos. 
La alteración del sistema calicreína-cinina produce hipertensión sensible a la sal, inducción local de enzima convertidora, como mecanismo patogénico en la nefritis de túbulo intersticial, y desequilibrio entre la enzima convertidora de angiotensina y calicreína.

### Hormona natriurética y factor atrial
El sistema calicreína-cinina forma parte también de las sustancias hormonales que intervienen en la regulación del volumen del líquido extracelular (LEC), que se encuentra relacionado estrechamente con el equilibrio entre el sodio eliminado e ingerido en el organismo.

### Calicreína urinaria en la hipertensión del embarazo
La calicreína renal se sintetiza en la nefrona distal y su actividad renal es fiel reflejo de su excreción urinaria.
Los cambios anatómicos y funcionales que se producen a nivel renal durante la gestación influyen en la actividad de algunos enzimas urinarios. Los niveles de calicreína van aumentando conforme avanza la gestación en mujeres sanas. Las pacientes con hipertensión transitoria no sufren modificaciones en la excreción urinaria de calicreína, mientras que en la preeclampsia (expresión clínica de una placentación deficiente) se produce una caída brusca de la secreción de calicreína, que refleja la caída de la perfusión a nivel renal dado el desajuste circulatorio y alteración funcional y estructural que se produce en esta patología.

## Relación entre los sistemas vasoactivos calicreína-cinina, renina-angiotensina
Los sistemas vasoactivos calicreína-cinina y renina-angiotensina cumplen funciones antagónicas en la regulación de la presión arterial. Las interacciones existentes son muy complejas y afectan también el nivel cardiovascular. 
Ambos sistemas intervienen en la arquitectura y remodelación no solo del sistema renal, sino también del cardiovascular, con un efecto final antitrófico, natriurético y depresor.
Existe una interacción estos dos sistemas, por lo menos en la hemodinámica glomerular. A lo largo del nefrón está la enzima convertidora, la calicreína, el cininógeno y el receptor. Los componentes del sistema calicreína están en el túbulo conector. La calicreína está localizada solo en un tipo celular, de los treinta que tiene el riñón, en el túbulo conector.
Se puede medir en vivo la cantidad de bradiquinina generada en distintas condiciones mediante técnicas de microdiálisis, que utilizan pequeños tubos de diálisis insertos en el intersticio renal. El GMP es un mediador del óxido nítrico, que a su vez es el mediador de la bradiquinina; en algunos estudios, se ha comprobado que en ratas con dieta normosódica e hiposódica aumenta la cantidad de cininas generadas en el intersticio renal. Si se utiliza un inhibidor de la enzima convertidora, aumenta aun más la cantidad de bradiquinina; si se administra un antagonista del receptor de angiotensina tipo 1, también aumenta, y el efecto de ambos es sumatorio. 
Estos incrementos se revierten casi completamente con antagonistas del receptor tipo 2 de angiotensina II, lo que indica que parte del aumento de la bradiquinina en el intersticio se debe al efecto sobre el receptor AT 2.
Se ha observado experimentalmente que sin receptor de bradiquinina o con bloqueo de este con un antagonista específico, la fibrosis intersticial aumenta; en cambio, al sobreexpresar la enzima calicreína se reduce tanto la fibrosis como los activadores del plasminógeno y metaloproteinasas, lo que indica que el efecto de la bradiquinina es protector frente a la degradación de la matriz extracelular.

### Desequilibrio de los sistemas
Como se ha explicado anteriormente, la alteración del sistema calicreína-cinina produce un desequilibrio entre la enzima convertidora de angiotensina y calicreína, que aparece durante el inicio o el avance del daño renal.
La enzima convertidora es una cininasa y es realmente el nexo entre los dos sistemas, ya que convierte la angiotensina I en II y degrada la bradiquinina. 
El desequilibrio entre las dos enzimas, que se puede modular con medios farmacológicos, produce el daño renal y contribuye a su avance, porque disminuye la bradiquinina y aumenta la angiotensina II.
Hay otras enzimas y vías alternativas para producir angiotensina II, pero no hay una enzima tan potente para degradar bradiquinina como la enzima convertidora o cininasa 2. Otras enzimas, como la endopeptidasa neutra, contribuyen a la degradación de la bradiquinina, pero no con esas propiedades de afinidad bioquímica.
El desequilibrio entre estos dos sistemas puede contribuir tanto a la sensibilidad a la sal como a la fibrosis túbulo-intersticial.

### Síndrome de Björck
Este síndrome consiste en crisis repetidas de vasodilatación cutánea (enrojecimiento de la piel), con asiento preferente en la cara, que evoluciona a veces sobre un fondo de cianosis permanente y otras acompañadas de disnea con angustia; aparece en enfermos afectos de carcinoides de intestino delgado y estarían en relación con una elevación acusada de la bradiquinina y de la calidina en la sangre debida a la secreción exagerada de calicreína por el tumor intestinal y sus metástasis hepáticas.
este síndrome no existe :C